# 崇光寺
崇光寺，原址位于今浙江省杭州市拱墅区半山街道杭州钢铁集团内，现已不存。

## 歷史
南宋初名“崇先显孝禅院”，又名崇先寺、华严寺、显教寺、皋亭寺。绍兴年间新建。真歇清了禪師為開山祖师。绍兴二十八年，赐名“崇先显孝禅寺”，嘉定十二年改为华严教寺，后宋宁宗又改禅为教，御书“皋亭山”三字及“崇光显孝华严教寺”八字。
1950年代建设杭钢集团时，崇光寺拆了一部分，另一部分改作仓库。1980年上半年，余屋由于连日下雨而倒塌。